# Joel Piñeiro
Pour les articles homonymes, voir Piñeiro.
Joel Alberto Piñeiro (né le 25 septembre 1978 à San Juan, Porto Rico) est un lanceur droitier de baseball qui évolue en Ligue majeure de 2000 à 2011.

## Carrière
Joel Piñeiro est repêché le 3 juin 1997 par les Mariners de Seattle. Il débute en Ligue majeure le 8 août 2000.
Le 15 juillet 2015, il accorde à Rafael Palmeiro le coup sûr qui permet à ce dernier de devenir le 26e joueur de l'histoire à en frapper 3 000 dans les majeures.
Devenu agent libre après la saison 2006, il s'engage le 4 janvier 2007 chez les Red Sox de Boston. 

### Cardinals de Saint-Louis
Piñeiro est échangé le 31 juillet 2007 aux Cardinals de Saint-Louis. Il remporte 6 de ses 10 décisions en 2007 avec Saint-Louis, complétant l'année avec une fiche de 7-5, son premier dossier gagnant en 4 saisons.
Après avoir remis une fiche de 7-7 en 2008, il s'impose durant la saison 2009 avec 15 victoires pour les Cards, champions de la division Centrale. Il réussit 2 jeux blancs durant la saison régulière et présente le plus faible total de buts-sur-balles (1,1) accordés par 9 manches lancées. Il entreprend le match #3 de la Série de division contre les Dodgers, un match perdu par les Cards mais dans lequel Pineiro n'est pas impliqué dans la décision. Il s'agissait de son premier match de séries éliminatoires.

### Angels de Los Angeles
Devenu agent libre à l'automne 2009, il signe le 20 janvier 2010 un contrat de deux saisons pour 16 millions de dollars avec les Angels de Los Angeles.
Il gagne 10 parties contre 7 défaites avec une moyenne de points mérités de 3,84 en 23 départs à sa première saison en Californie. Il égale son meilleur total de matchs complets en une saison, avec 3, dont un blanchissage.
En 2011, il connaît une année plus difficile avec une moyenne de points mérités de 5,13, 7 victoires et 7 défaites. Il amorce 24 parties des Angels en plus de faire trois présences comme lanceur de relève.

### Phillies de Philadelphie
Le 17 janvier 2012, Piñeiro signe un contrat des ligues mineures avec les Phillies de Philadelphie. Il est retranché par l'équipe durant le camp d'entraînement.

## Statistiques
| Saison | Équipe      | G   | GS  | CG | SHO | V  | D  | SV | IP     | SO  | ERA  |
| ------ | ----------- | --- | --- | -- | --- | -- | -- | -- | ------ | --- | ---- |
| 2000   | Seattle     | 8   | 1   | 0  | 0   | 1  | 0  | 0  | 19.1   | 10  | 5,59 |
| 2001   | Seattle     | 17  | 11  | 0  | 0   | 6  | 2  | 0  | 75.1   | 56  | 2,03 |
| 2002   | Seattle     | 37  | 28  | 2  | 1   | 14 | 7  | 0  | 194.1  | 136 | 3,24 |
| 2003   | Seattle     | 32  | 32  | 3  | 2   | 16 | 11 | 0  | 211.2  | 151 | 3,78 |
| 2004   | Seattle     | 21  | 21  | 1  | 0   | 6  | 11 | 0  | 140.2  | 111 | 4,67 |
| 2005   | Seattle     | 30  | 30  | 2  | 0   | 7  | 11 | 0  | 189.0  | 107 | 5,62 |
| 2006   | Seattle     | 40  | 25  | 1  | 0   | 8  | 13 | 1  | 165.2  | 87  | 6,36 |
| 2007   | Boston      | 31  | 0   | 0  | 0   | 1  | 1  | 0  | 34.0   | 20  | 5,03 |
| 2007   | Saint-Louis | 11  | 11  | 0  | 0   | 6  | 4  | 0  | 63.2   | 40  | 3,96 |
| 2008   | Saint-Louis | 26  | 25  | 1  | 0   | 7  | 7  | 1  | 148.2  | 81  | 5,15 |
| 2009   | Saint-Louis | 32  | 32  | 3  | 2   | 15 | 12 | 0  | 214.0  | 105 | 3,49 |
| 2010   | LA Angels   | 23  | 23  | 3  | 1   | 10 | 7  | 0  | 152.1  | 92  | 3,84 |
| Totaux | Totaux      | 308 | 239 | 15 | 6   | 97 | 86 | 2  | 1608.2 | 996 | 4,34 |

| Saison | Équipe      | G | GS | CG | SHO | V | D | SV | IP  | SO | ERA  |
| ------ | ----------- | - | -- | -- | --- | - | - | -- | --- | -- | ---- |
| 2001   | Seattle     | 1 | 0  | 0  | 0   | 0 | 0 | 0  | 2.0 | 5  | 4,50 |
| 2009   | Saint-Louis | 1 | 1  | 0  | 0   | 0 | 1 | 0  | 4.0 | 3  | 9,00 |
| Totaux | Totaux      | 2 | 1  | 0  | 0   | 0 | 1 | 0  | 6.0 | 8  | 7,50 |

Note: G = Matches joués ; GS = Matches comme lanceur partant ; CG = Matches complets ; SHO = Blanchissages ; 
V = Victoires ; D = Défaites ; SV = Sauvetages ; IP = Manches lancées ; SO = retraits sur des prises ; ERA = Moyenne de points mérités.